# ميخائيل ستيرلينغ
ميخائيل ستيرلينغ (بالإنجليزية: Michael Sterling)‏ هو ملحن أمريكي، ولد في 26 أكتوبر 1960.

## وصلات خارجية
- الموقع الرسمي